# Web容器
容器是应用服务器中位于组件和平台之间的接口集合。
容器是伴随着瘦客户端系统的发展而诞生的。在开发瘦客户端系统时，开发人员要花费大量的精力去关注线程安全、事务、网络、资源等等细节，从而降低了开发效率。由于这些对这些细节的解决方法一般是固定不变，或者只有参数改变的，所以从代码重用和设计模式的角度出发，开发人员将这些底层细节提取出来，做成平台，并提供一定的接口。这样，业务开发人员就不需要在关注与这些底层细节的实现，而专注于业务逻辑的实现。
容器一般位于应用服务器之内，由应用服务器负责加载和维护。一个容器只能存在于一个应用服务器之内，一个应用服务器可以建立和维护多个容器。
容器一般遵守可配置的原则，即容器的使用者可以通过对容器参数的配置，来达到自己的使用需求，而不需要修改容器的代码。

## 容器列表
- J2EE容器
- .Net容器
- Web容器
- EJB容器